# Ousmane Gbané
Ousmane Gbané (né le 8 octobre 1964 en Côte d'Ivoire,) est inspecteur de la jeunesse et des sports. Il est spécialiste en publicité, marketing et ingénierie de la formation. Il évolue dans le domaine du sport, de la santé publique, et du développement. Depuis le 29 septembre 2023, il est l'actuel directeur général de l'office national des sports (ONS).

## Biographie

### Parcours éducatif
Ousmane Gbané a fait ses études primaires à l'école primaire publique (EPP) TSF1 de Bouaké de 1970 à 1976. De 1976 à 1980, il a démarré ses études secondaires au collège Orientation de Bouaké. En 1984, il a obtenu un baccalauréat série B (sciences économiques) au lycée classique de Bouaké,.

### Formation
Ousmane a fait sa formation en professorat d'éducation physique et sportive (EPS) de 1985 à 1989. De 1999 à 2001, il a obtenu son diplôme d'inspecteur de la jeunesse et des sports à l'Institut National de la Jeunesse et des Sports (INJS). Ensuite, il a enrichi ses compétences avec un DESS en ingénierie de la formation et des systèmes d'emplois au CESAG de Dakar. De 2008 à 2011, il a été diplômé d'ingénierie en marketing et publicité obtenu à l'Institut des Sciences et Techniques de la Communication (ISTC) d'Abidjan,.

### Carrière
Ousmane Gbané a commencé sa carrière au lycée moderne de Gagnoa. De 1989 à 1999, il a été professeur d'éducation physique et sportive (EPS). Durant cette période, il a occupé le poste de correspondant permanent régional pour le quotidien Fraternité Matin. Lors de la crise ivoirienne, il a eu une expérience dans le secteur privé, où il a occupé des postes de gestion au sein d'un cabinet d'études. Par ses compétences en gestion, il a été superviseur de projet chez l'USAID. Il a supervisé "Sport for Life", un projet visant à lutter contre le paludisme et le VIH-SIDA. De 2014 à 2020, il a été chef de département et coordonnateur des activités des départements de l'office ivoirien des sports scolaires et universitaires (OISSU). Par la suite, il est devenu en 2022, conseiller technique du ministre des sports. Il a contribué à la professionnalisation du secteur sportive ivoirien entre septembre et octobre 2022. De octobre 2022 à septembre 2023, il a été directeur de la vie fédérale et du sport de haut niveau. Dans cette direction, il veillait au suivi technique et administratif des fédérations sportives, à la gestion des subventions de l'État, et à l'élaboration de projets pour les compétitions internationales. Depuis le 29 septembre 2023, il est le directeur général de l'office national des sports,,. Il remplace Mariam Koné épouse Yoda.